# 中山镇 (楚雄市)
中山镇，是中华人民共和国云南省楚雄彝族自治州楚雄市下辖的一个乡镇级行政单位。

## 行政区划
中山镇下辖以下地区：
务阻村、中山村、法鲁古村、哨房村、蚂蚁村、洼子村、洒巴苴村、普掌村、大自雄村、六街村和酒房村。